# ASAP Rocky
Rakim Athelaston Mayers (sinh ngày 3 tháng 10 năm 1988), được biết với nghệ danh ASAP Rocky (cách điệu là A$AP Rocky), là một rapper và đạo diễn video âm nhạc người Mỹ. Được sinh ra và lớn lên ở Harlem lân cận thành phố New York, anh là thành viên của nhóm hiphop A$AP Mob, mà từ đó anh đã lấy làm nghệ danh của mình.
Rocky phát hành mixtape đầu tay LiveLoveA$AP năm 2011 và nhận được sự khen ngợi của giới phê bình. Album đầu tay LongLiveASAP ra mắt ngày 15 tháng 1 năm 2013.
Năm 2021, anh và nữ ca sĩ Rihanna công khai hẹn hò.

## Tuổi thơ
Sinh năm 1988, Mayers được đặt theo tên của huyền thoại hip-hop Rakim, một nửa của bộ đôi Eric B. & Rakim. Khi anh 12 tuổi, cha anh phải vào tù vì liên quan tới việc buôn bán ma túy. Một năm sau anh trai anh bị giết gần căn hộ của anh, điều này đã ảnh hưởng khiến anh quyết tâm theo đuổi rap một cách nghiêm túc. 
Mayers, người đã bắt đầu rap khi mới 8 tuổi, 
khi lớn lên đã ngưỡng mộ nhóm rap tới từ Harlem The Diplomats, và đồng thời cũng chịu ảnh hưởng từ Three 6 Mafia, Mobb Deep, Wu-Tang Clan, UGK, Run DMC và Bone Thugs-n-Harmony. Anh sống trong một nơi tạm trú với mẹ, và ở những nơi khác xung quanh khu Manhattan, và về sau đã chuyển tới Elmwood Park, New Jersey.

## Sự nghiệp

### 2007–11: Khởi đầu sự nghiệp và mixtape
Năm 2007, Rocky tập hợp nhóm hip-hop A$AP Mob, một nhóm những nhà sản xuất, rapper, và đạo diễn video âm nhạc. Anh đã sử dụng nghệ danh A$AP của nhóm, một từ viết tắt đa nghĩa, bao gồm "Always Strive and Prosper" (Luôn luôn Nỗ lực và Thành công), "Assassinating Snitches and Police" (Ám sát Chỉ điểm và Cảnh sát), và nghĩa yêu thích của Rocky, "Acronym Symbolizing Any Purpose" (Từ viết tắt Tượng trưng cho Bất kỳ Mục đích nào).
Vào 8 tháng 7 năm 2011, một tuyển tập không chính thức mang tên Deep Purple được ra mắt, mà theo Rocky, đây là một hợp tuyển những bài hit trên YouTube được tuyển chọn bởi một người hâm mộ ở Paris. Vào tháng 8, đĩa dơn đầu tay "Peso" bị rò rỉ trên Internet và trong những tuần tiếp đã được phát sóng trên đài phát thanh có tiếng Hot 97 của New York. Video âm nhạc cho "Peso" và "Purple Swag", bài thứ hai cũng từ Deep Purple, đã tạo thêm tiếng vang và dẫn tới việc ASAP Rocky ký được một bản hợp đồng trị giá 3 triệu USD với Sony, RCA Records và Polo Grounds Music. ASAP Rocky phát hành mixtape LiveLoveA$AP, có chứa cả hai bài trên, vào tháng 10 và nhận được sự đón nhận của các nhà phê bình. Vào 5 tháng 12, anh được đề cử cho cuộc bình chọn Sound of 2012 của BBC.

### 2012–nay: Lưu diễn và album đầu tay

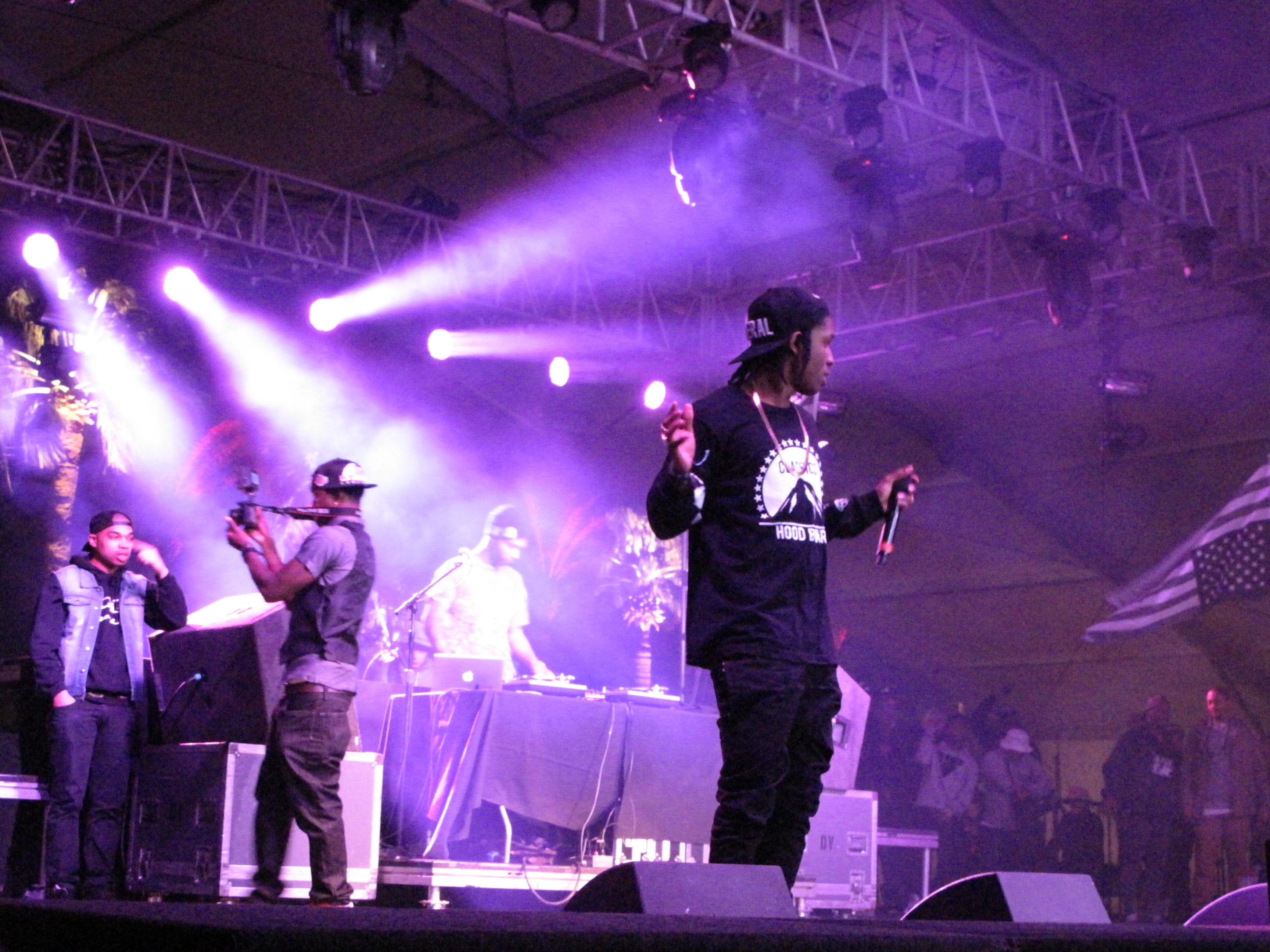
Rocky biểu diễn tại Club Paradise Tour của Drake

Vào tháng 2 năm 2012, Rocky cùng Kendrick Lamar là nghệ sĩ mở màn cho chuyến lưu diễn Club Paradise Tour của Drake. Vào tháng 6, SpaceGhostPurrp, người sáng lập nhóm nhạc gốc Miami Raider Klan và đồng sự cũ của Rocky, đã cáo buộc A$AP Twelvyy rằng đã tấn công bất ngờ Matt Stoops của Raider Klan; anh sau đó đã tuyên bố ngừng hợp tác với A$AP Mob và Rocky trên một video ở YouTube. Anh và Raider Klan cũng buộc tội A$AP Mob đã sao chép phong cách của họ, và Rocky vì đã sử dụng ca từ trong ca khúc "My Enemy" của SpaceGhostPurrp vào trong "Goldie". Rocky phản ứng lại trong một bài phỏng vấn cho MTV vào tháng 7, nói rằng SpaceGhostPurrp đang "cố dựng chuyện để quảng cáo" và bảo SpaceGhostPurrp nên "gắn bó với việc tạo beat [thay thế]".
Vào tháng 7, Rocky biểu diễn tại Lễ hội âm nhạc Pitchfork. Anh cũng lên kế hoạch xuất hiện trên truyền hình lần đầu trên Late Night with Jimmy Fallon vào 20 tháng 7, nhưng đã bị bắt vào đêm trước đó sau khi bị cáo buộc là có tham gia vào một vụ ẩu đả với nghệ sĩ 21 tuổi iRome ở vùng trung tâm Manhattan, và màn trình diễn bị hủy bỏ. Nó sau đó đã được lên lịch lại vào 21 tháng 8, và Rocky đã biểu diễn "Goldie" trong chương trình. Vào 6 tháng 9, anh là rapper khách mời cho phần trình diễn "Cockiness (Love It)" của Rihanna ở Giải Video Âm nhạc MTV 2012.
Album phòng thu đầu tay của Rocky, LongLiveA$AP, được phát hành vào ngày 15 tháng 1 năm 2013. Anh sản xuất album cùng với Clams Casino, Hit-Boy, A$AP Ty Beats, Soufein3000, và Joey Fat Beats. "Goldie" được ra mắt làm đĩa đơn chính vào 27 tháng 4 năm 2012. Anh cũng thực hiện Lords Never Worry, một mixtape của A$AP Mob được phát hành dưới dạng tải xuống miễn phí vào 27 tháng 8. Từ tháng 9 đến tháng 11 năm đó, Rocky quảng bá album đầu tay qua chuyến lưu diễn dài 40 ngày trên toàn nước Mỹ có tên gọi "LongLiveA$AP Tour", với các nghệ sĩ mở màn là Schoolboy Q, Danny Brown, và A$AP Mob. Rocky và Schoolboy Q cũng hợp tác với nhau trong LiveLoveA$AP và ca khúc năm 2012 của SchoolBoy Q, "Hands on the Wheel".
Anh cũng là bạn thân của rapper Tyler, the Creator, vào cuối tháng 7 năm 2018 cả hai đã ra mắt video "Potato Salad" ám chỉ một album hợp tác giữa hai người.

## Vấn đề pháp lý
ASAP Rocky đã từng bị bắt vào tháng 7 năm 2012 vì đánh một người đàn ông tại cửa hàng quần áo ở New York, cùng hai nhiếp ảnh gia người đã quay phim cuộc ẩu đả ở bên ngoài cửa hàng. Anh sau đó đã bị kiện vì tội hành hung do người đàn ông đầu tiên. Cuộc chạm trán bắt đầu khi Shenick Alcine chứng kiến A$AP Rocky đang sử dụng chất gây nghiện bất hợp pháp bên trong cửa hàng, làm dấy lên vụ hành hung. Rocky sau đó tấn công hai nhiếp ảnh gia nghiệp dư đã quay phim sự việc. A$AP Rocky cuối cùng bị buộc tội hành hung và cướp vì đánh các tay nhiếp ảnh và cố gắng lấy đi máy ảnh của họ. Vào tháng 12 cũng năm đó, Rocky đạt được một thỏa thuận giúp bào chữa vụ phạm tội; anh thừa nhận tội danh ăn cắp giá trị lớn, và xóa bỏ những cáo buộc về tội cướp và hành hung.

## Danh sách đĩa nhạc
- LiveLoveA$AP (2011)
- LongLiveA$AP (2013)

## Giải thưởng và đề cử
| Năm  | Tổ chức                  | Giải thưởng                  | Trao cho | Kết quả |
| ---- | ------------------------ | ---------------------------- | -------- | ------- |
| 2011 | BBC                      | Sound of 2012                | Himself  | Đề cử   |
| 2012 | Giải BET                 | Nghệ sĩ mới xuất sắc nhất    | Himself  | Đề cử   |
| 2012 | Giải Video Âm nhạc MTV   | Biên tập tốt nhất            | "Goldie" | Đề cử   |
| 2012 | Giải Âm nhạc châu Âu MTV | US Artist About To Go Global | Bản thân | Đề cử   |
| 2012 | Giải Âm nhạc châu Âu MTV | Best Look                    | Bản thân | Đề cử   |